# Staatsarchiv in Eupen

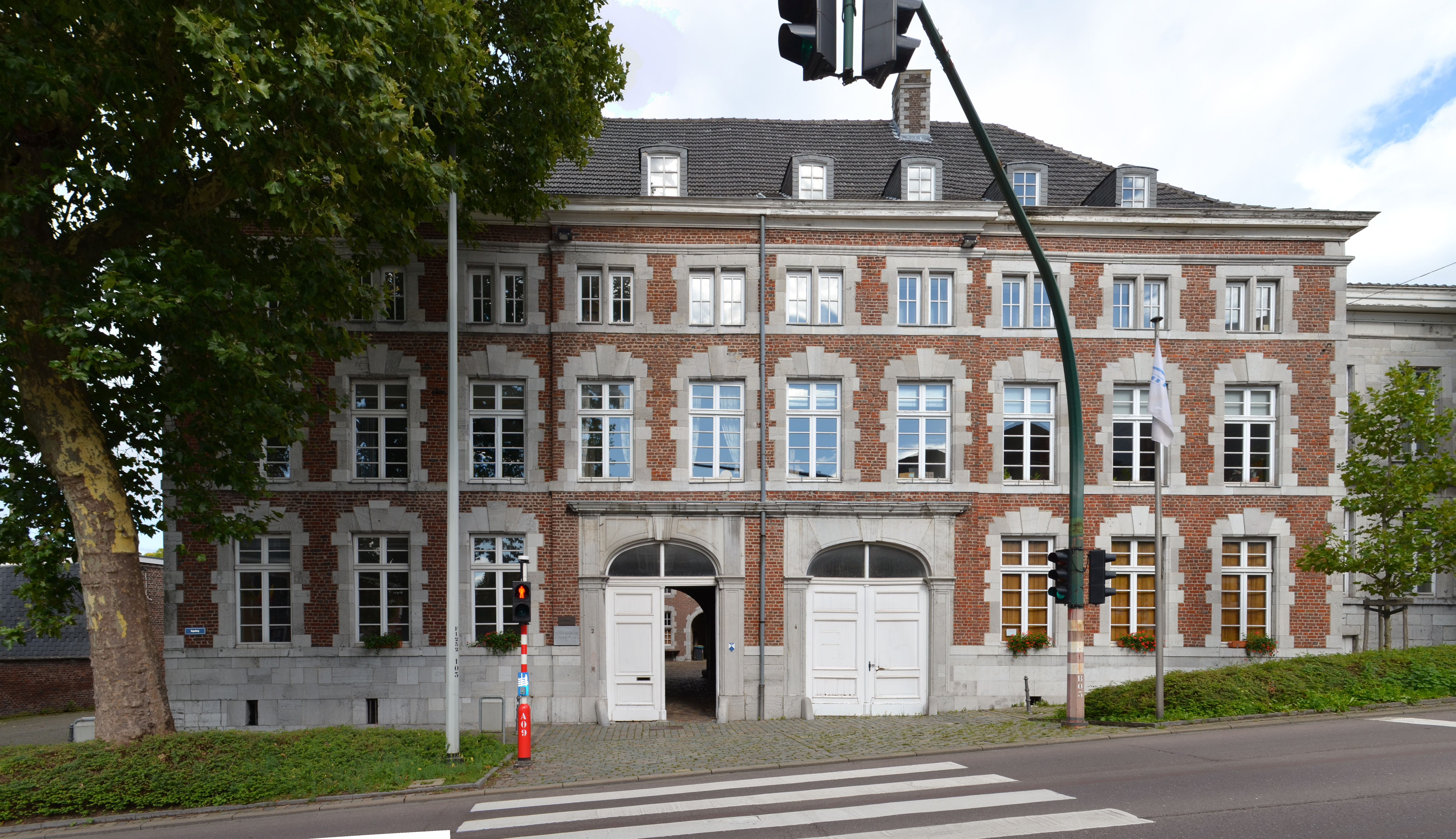
Gebäude des Staatsarchivs in Eupen

Das Staatsarchiv in Eupen (Belgien) ist eine der 19 Dienststellen des belgischen Staatsarchivs.
Die Dienststelle befindet sich seit 1988 im Haus Rehrmann-Fey am Rande des Werthplatzes in der Nähe des Bahnhofs von Eupen, Provinz Lüttich, in der Deutschsprachigen Gemeinschaft und hat die Adresse Kaperberg 2–4.

## Geschichte
Im Rahmen der ersten großen Staatsreform Belgiens im Jahr 1973 wurde erstmals der Wunsch geäußert, einen Archivdienst für die deutschsprachigen Gebiete einzurichten. Erst 15 Jahre später, 1988, genehmigten der für das Archivwesen zuständige Innenminister Louis Tobback und der Minister-Präsident der Deutschsprachigen Gemeinschaft, Joseph Maraite, die Einrichtung eines Archivdienstes in Eupen. Dem Staatsarchiv wurden Räume im denkmalgeschützten und im Besitz der Stadt Eupen stehenden Haus Rehrmann-Fey am Fuße des Kaperbergs zur Verfügung gestellt, das zwischen 1724 und 1728 erbaut wurde.
Im April 1989 wurden die dem Gerichtsbezirk Eupen betreffenden Archivalien aus Lüttich überführt. Im November des gleichen Jahres folgte daraufhin ein Abkommen über die Verwaltung des beim Staatsarchiv in Eupen hinterlegten Archivgutes. Schließlich wurde 1996 das Eupener Staatsarchiv als eigene Abteilung des belgischen Staatsarchivs geführt und ist seit 2013 Teil der operationellen Direktion des Staatsarchivs in den wallonischen Provinzen. Im gleichen Jahr erhielt das Staatsarchiv zusätzliche Räume im Haus Kaperberg 8, in dem zuvor das Parlament der Deutschsprachigen Gemeinschaft getagt hatte und das zu diesem Zweck vom belgischen Staat angekauft wurde.
Das Staatsarchiv in Eupen wird seit 2011 von Els Herrebout als Nachfolgerin des langjährigen Leiters Alfred Minke geführt. Ihr zur Seite stand als stellvertretender Dienststellenleiter von 2012 bis 2014 der Historiker René Rohrkamp und seit Juni 2017 nimmt der Historiker und Archivar Peter M. Quadflieg diese Aufgabe wahr.

## Archivalien
Das Staatsarchiv in Eupen bewahrt die Archive der Einrichtungen oder Gebietskörperschaften, Familien oder natürlichen Personen, die ihren Sitz im Gerichtsbezirk Eupen in der Provinz Lüttich haben oder hatten. Dieser Gerichtsbezirk umfasst heute die Gemeinden Eupen, Amel, Büllingen, Burg-Reuland, Bütgenbach, Kelmis, Lontzen, Raeren und Sankt Vith.
Folgende Archivalien können im Rahmen der gesetzlichen Regelungen von der Öffentlichkeit u. a. eingesehen werden:
- die Archive der lokalen Behörden des Ancien Régime: Herrlichkeiten usw.,
- Gerichtsarchive: Staatsanwaltschaft Malmedy, Handelsgericht Verviers (1931), Polizeigericht Eupen (1945–1974) und Malmedy (1920–1932), Friedensgericht Bütgenbach (1789–1797), Eupen (1852–1861) und Malmedy (1820–1942) usw.,
- die Archive der dezentralisierten Dienste des Föderalstaates,
- die Archive der regionalen Behörden: Bezirkskommissariate Eupen (1919–1940) und Malmedy (1919–1923), Gouvernement Eupen-Malmedy (1873–1925) usw.,
- Gemeindearchive, darunter das historische Archiv der Stadt Eupen,
- Unterlagen der Verwaltung der Deutschsprachigen Gemeinschaft Belgiens,
- Archive von Notaren des Gerichtsbezirks Eupen: A. Spiess (1901–1919), A. Theissen (1776–1800), A.T. Ahrweiler (1823–1825), A.T. Bartholet (1738–1769), C. Baptiste (1793–1829) usw.,
- Kirchenbücher,
- Zivilstandsregister,
- Kirchenarchive, z. B. Kapuzinerkloster Eupen (1750–1796), Pfarreien, Protestantische Kirche Eupen usw.,
- Unternehmensarchive: Molkereien Bütgenbach (1932–1941), Engelsdorf/Ligneuville (1931–1940), Mirfeld (1934–1943), Nidrum (1934–1941), Unternehmen Wilhelm Peters und Co. (Eupen), St. Vither Zeitung (alle Ausgaben von 1866 bis 1965, auch digital) usw. sowie
- Archive von Privatpersonen, die eine bedeutende Rolle im sozialen Leben der Region gespielt haben.

## Digitaler Lesesaal
Ab August 2009 wurden die Kirchenbücher und Zivilstandsregister schrittweise digitalisiert und der Öffentlichkeit in den 19 Lesesälen des Staatsarchivs, also auch im Lesesaal in Eupen, zur Verfügung gestellt.
Seit Januar 2013 sind 24.000 Kirchenbücher und eine ständig steigende Anzahl von Zivilstandsregistern kostenlos auf der Website des Staatsarchivs einsehbar.
Auch andere Archivbestände können im digitalen Lesesaal oder auf der Website des Staatsarchivs eingesehen werden: die Protokolle der Ministerräte (1918–1979), das Statistische Jahrbuch Belgiens (und von Belgisch-Kongo) seit 1870, über 20.000 Siegelabgüsse usw.

## Bibliographie
- Alfred Minke: Die Bestände des Staatsarchivs in Eupen – Allgemeine Übersicht (Gerichtsbezirk Eupen) – 2. erweiterte und verbesserte Auflage, Reihe Archives générales du Royaume et Archives de l'État dans les Provinces : Guides. Volume 48, Brüssel, 2000, 246 S.
- Peter Quadflieg, Die Bestände des Staatsarchivs in Eupen (Generalsstaatsarchiv und Staatsarchive in den Provinzen Archivführer Bd. 93), 3., vollständig überarbeitete und erweiterte Auflage, Brüssel 2019, 641 S.